# Crotalus catalinensis
Espèce
Statut de conservation UICN

 CR B1ab(v) : 
En danger critique
Crotalus catalinensis est une espèce de serpents de la famille des Viperidae.

## Répartition
Cette espèce est endémique de l'île de Santa Catalina dans l’État de Basse-Californie du Sud au Mexique.

## Description
Dans sa description, Cliff indique que le spécimen en sa possession, une femelle mature, mesure 70 cm dont 4,5 cm pour la queue. Son dos est brun gris et présente 38 taches brunes cerclées de sombre. Sa face ventrale est chamois se teintant de gris sur les côtés.
Cette espèce est apparentée à Crotalus ruber dont elle s'est différenciée à la suite de son isolement insulaire. Elle s'est notamment nanifiée, Crotalus ruber mesurant plus de 100 cm.
C'est un serpent venimeux.

## Étymologie
Son nom d'espèce, composé de catalin[a] et du suffixe latin -ensis, « qui vit dans, qui habite », lui a été donné en référence au lieu de sa découverte.

## Publication originale
- Cliff, 1954 : Snakes of the islands in the Gulf of California, Mexico. Transactions of the San Diego Society of Natural History, vol. 12, no 5, p. 67-98 (texte intégral).